# Musée canadien de l'histoire
Le Musée canadien de l'histoire (en anglais : Canadian Museum of History), anciennement Musée canadien des civilisations, est le musée national d’histoire humaine du Canada. Il s'agit du musée canadien le plus populaire et le plus fréquenté. Il est situé à Gatineau au Québec, dans le secteur de l'ancienne ville de Hull, sur la rive nord de la rivière des Outaouais. Il fait face à la colline du Parlement d'Ottawa et au Musée des beaux-arts du Canada. Sa vocation première est de recueillir, d’étudier, de conserver et de présenter des objets matériels qui témoignent de l’histoire humaine du Canada et de la diversité de sa population.

## Description
Le Musée de l'histoire est particulièrement renommé auprès de ses visiteurs pour ses salles d’expositions permanentes qui couvrent 20 000 ans d’histoire humaine du Canada ainsi que pour son architecture et son site sur les berges de la rivière. Le Musée présente aussi un programme sans cesse renouvelé d’expositions spéciales qui développent des thèmes canadiens ou présentent d’autres cultures et civilisations, passées ou actuelles. Mais le Musée canadien de l'histoire est aussi une institution de recherche, avec un personnel comptant d’éminents spécialistes en histoire du Canada, en archéologie, en ethnologie et en culture populaire.
Son origine remontant à 1856, le Musée est l’une des plus anciennes institutions culturelles d’Amérique du Nord.
Le Musée canadien de l'histoire administre aussi le Musée canadien des enfants, situé dans son enceinte, le Musée canadien de la guerre et le Musée virtuel de la Nouvelle-France. Il est accrédité par l’American Association of Museums (AAM) et est membre de l’Association des musées canadiens.
Tout au long de l’année, le Musée accueille toutes sortes d’événements. Il abrite également une salle de cinéma (auparavant un Théâtre IMAX) où sont projetés des films 3D.
Il est le musée le plus fréquenté du Canada, avec 1 016 030 visiteurs en 2014-2015.

## Les expositions permanentes
Le musée compte quatre salles d’expositions permanentes : la Grande Galerie, la salle des Premiers Peuples, la salle de l'Histoire canadienne.

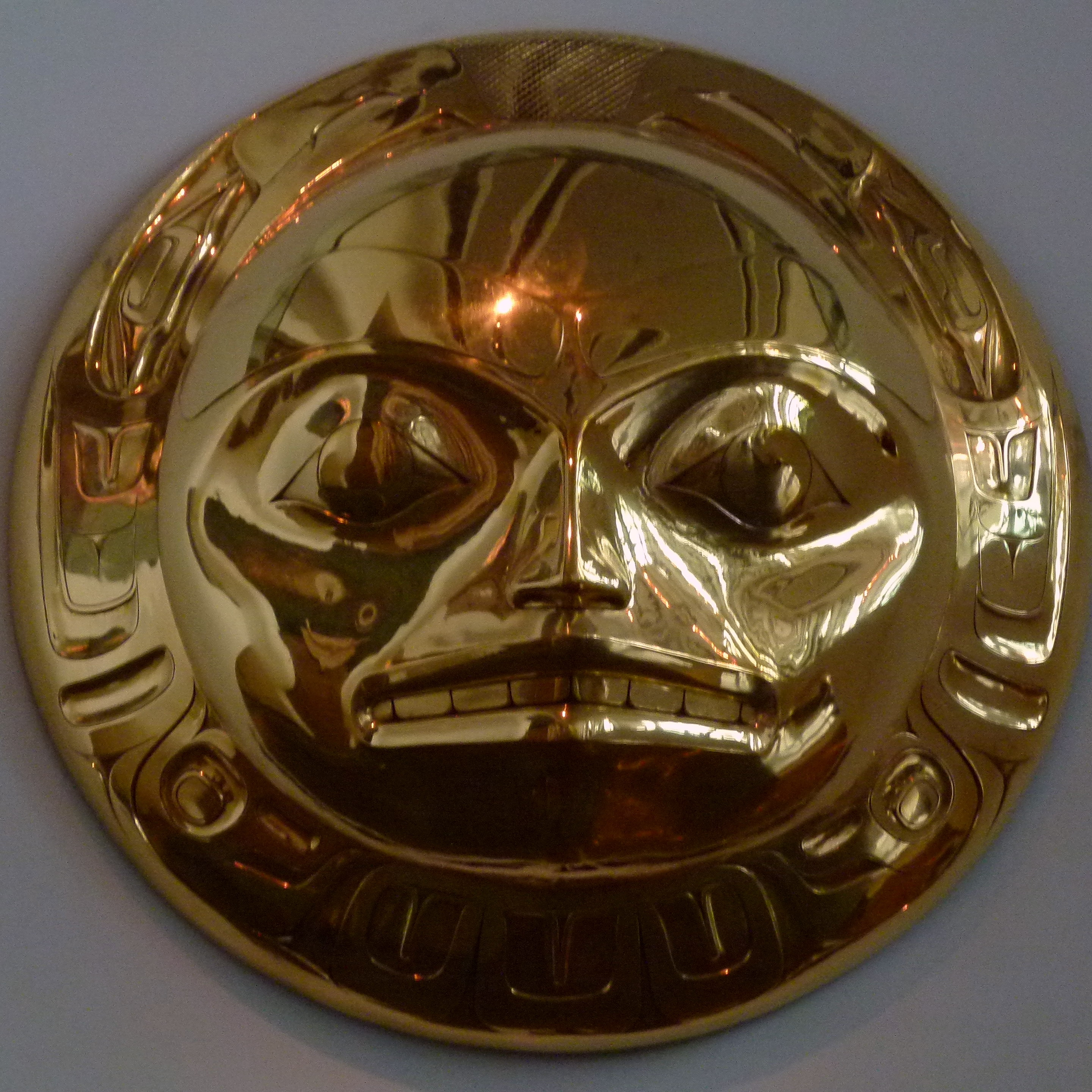
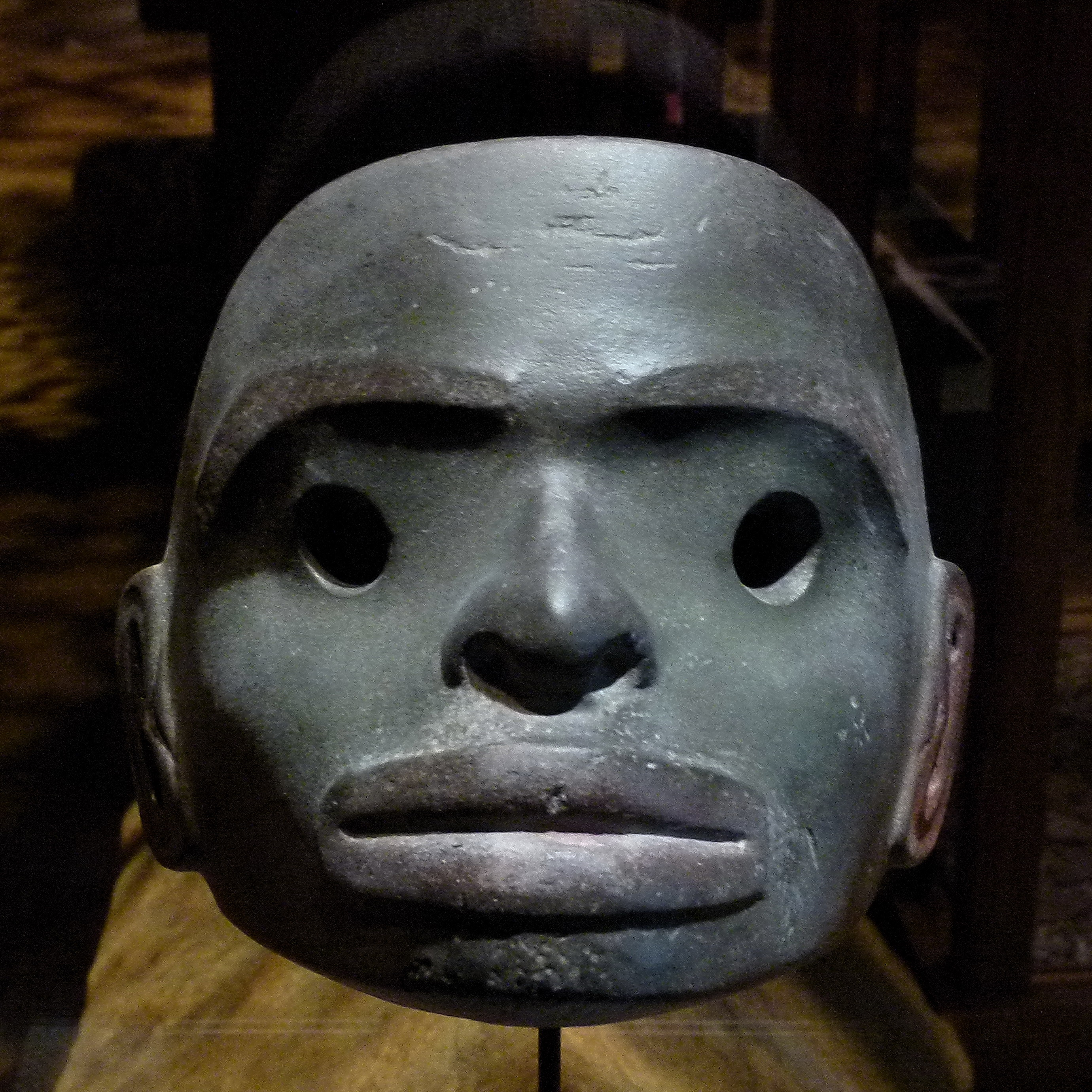
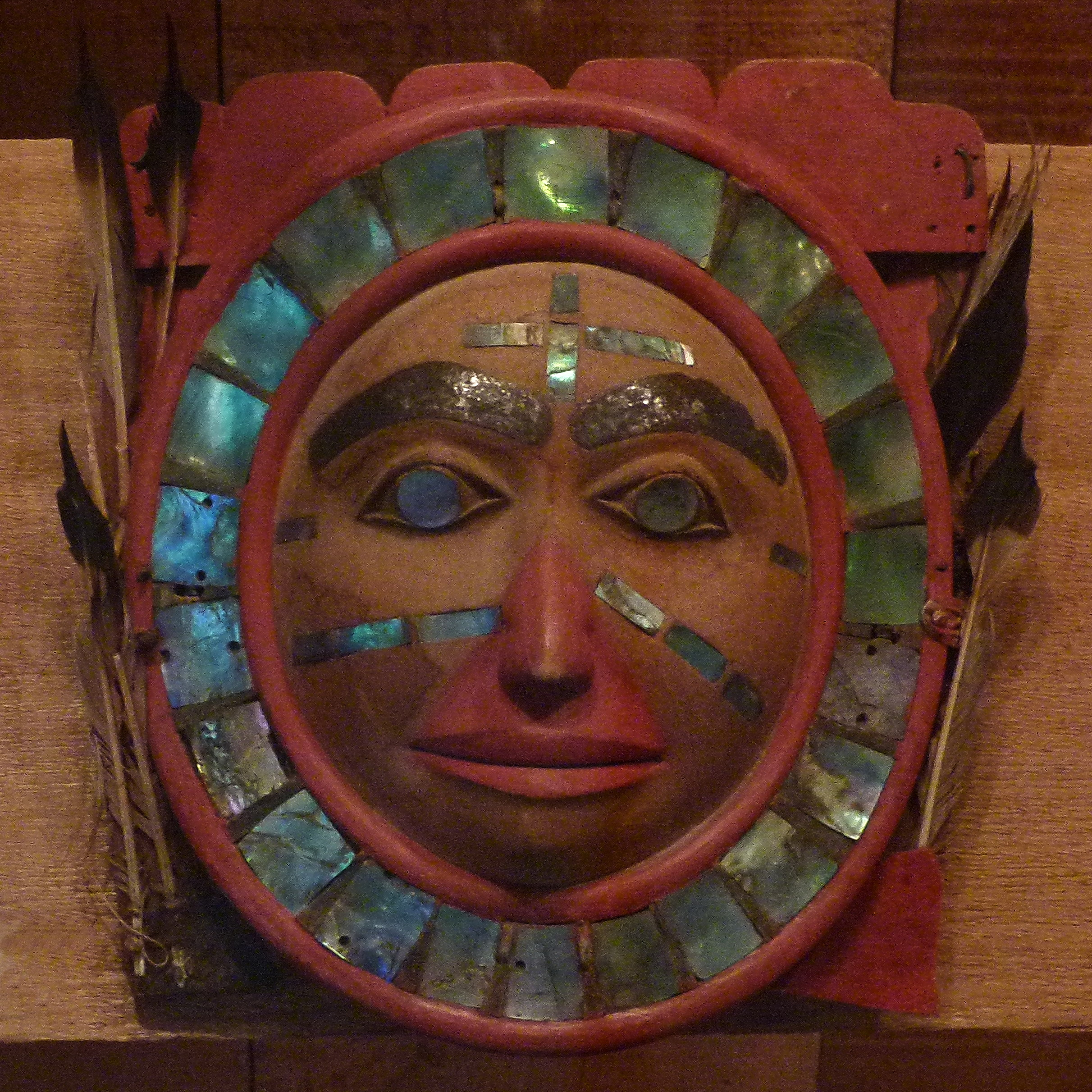
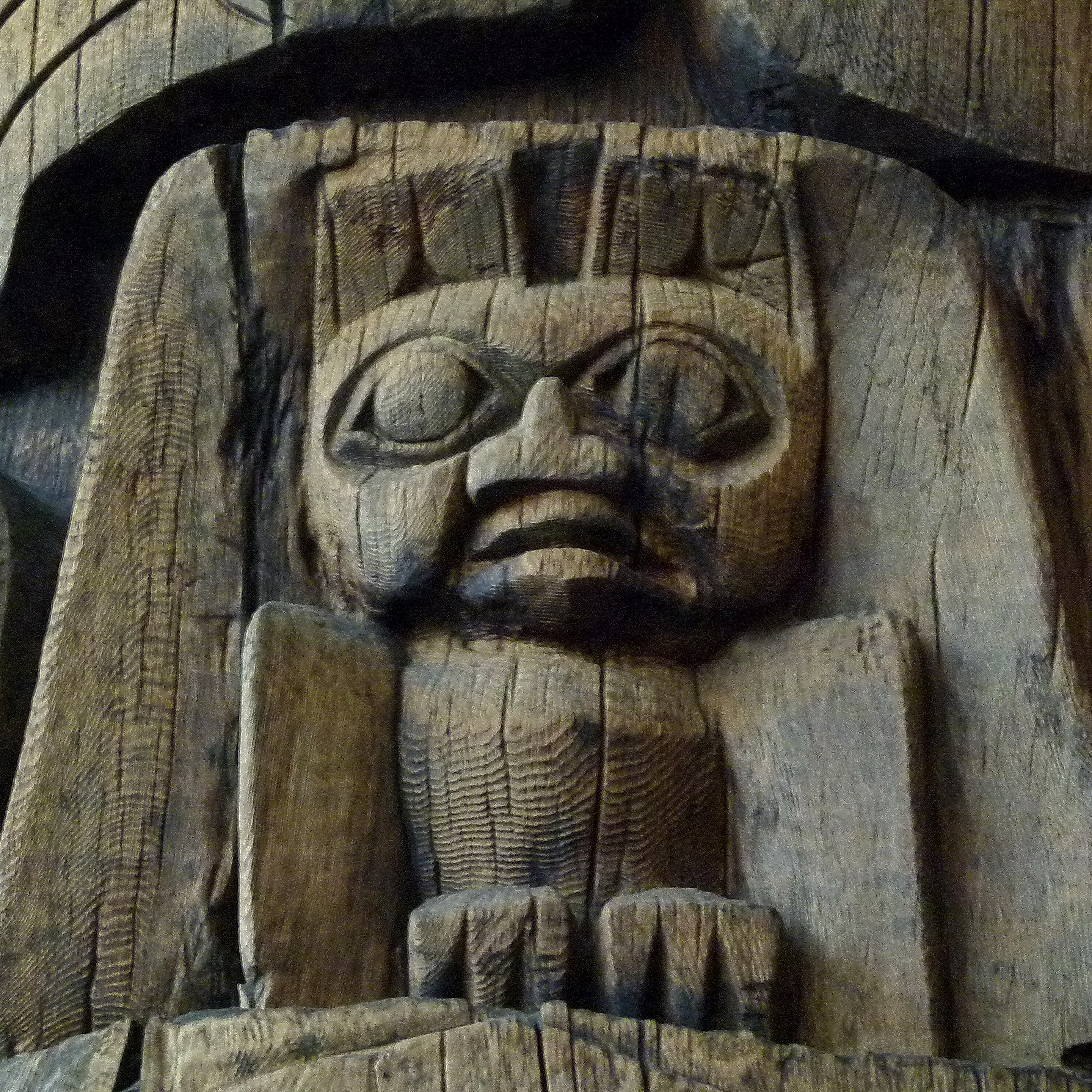

### La Grande Galerie
La Grande Galerie, située au niveau 1 du bâtiment, est le cœur architectural du musée. Sa façade vitrée de 112 mètres de long par 15 mètres de haut offre une vue extraordinaire de la rivière des Outaouais et de la Colline du Parlement. Sur la paroi opposée s’étale une photographie couleur de dimensions similaires représentant une forêt et qui passe pour la plus grande photographie couleur au monde.

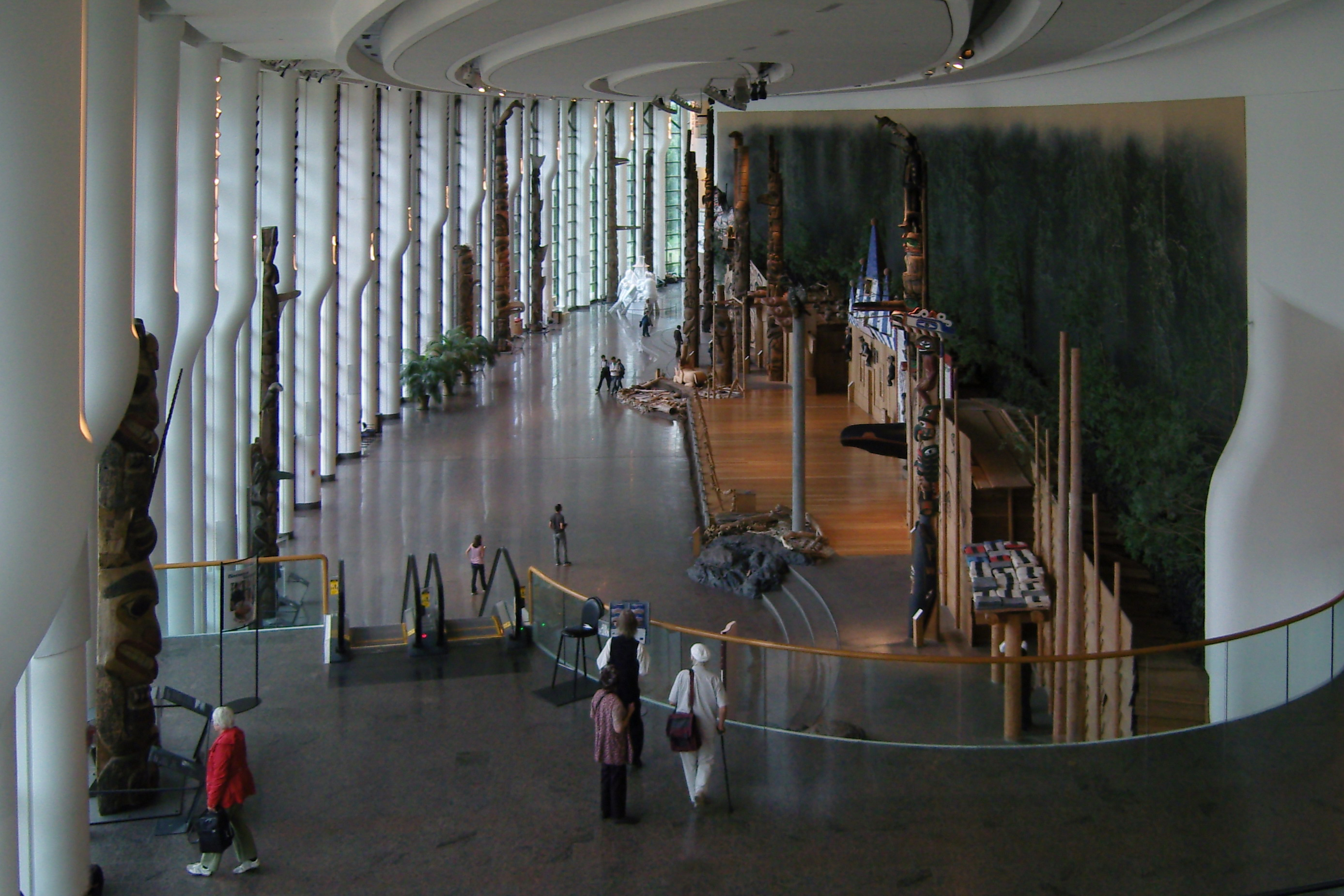
Grande Galerie

Cette photographie sert de toile de fond à une dizaine de mâts totémiques érigés devant les façades reproduites de six maisons autochtones de la côte du Pacifique, reliées par une esplanade de bois. Ces maisons ont été construites par des artisans des Premières nations, avec d’énormes poutres de séquoia provenant de la côte Nord-Ouest du Pacifique.
Le regroupement des mâts totémiques de la Grande Galerie est considéré comme la plus importante exposition intérieure de mâts totémiques au monde.
La Grande Galerie présente en plus le modèle original en plâtre de la colossale sculpture intitulée l’Esprit de Haida Gwaii, l’œuvre la plus imposante et la plus complexe jamais réalisée par l’artiste haïda Bill Reid. Ce modèle a servi à couler le bronze désormais érigé devant l’ambassade du Canada à Washington DC. Une image de cette sculpture figure également sur le billet canadien de vingt dollars.
À l’extrémité de la Grande Galerie, du côté de la rivière, un dôme s’élève à une hauteur de sept étages au-dessus du dallage de granite. D’un diamètre de 19 mètres (62 pieds), le dôme est orné de la remarquable peinture abstraite intitulée l’Étoile du matin, œuvre de l’artiste dene suliné Alex Janvier. Aidé de son fils Dean, Alex Janvier a commencé sa peinture en juin 1993 et l’a achevée en septembre de la même année. L’œuvre couvre 418 mètres carrés (4 500 pieds carrés).

### La salle des Premiers Peuples

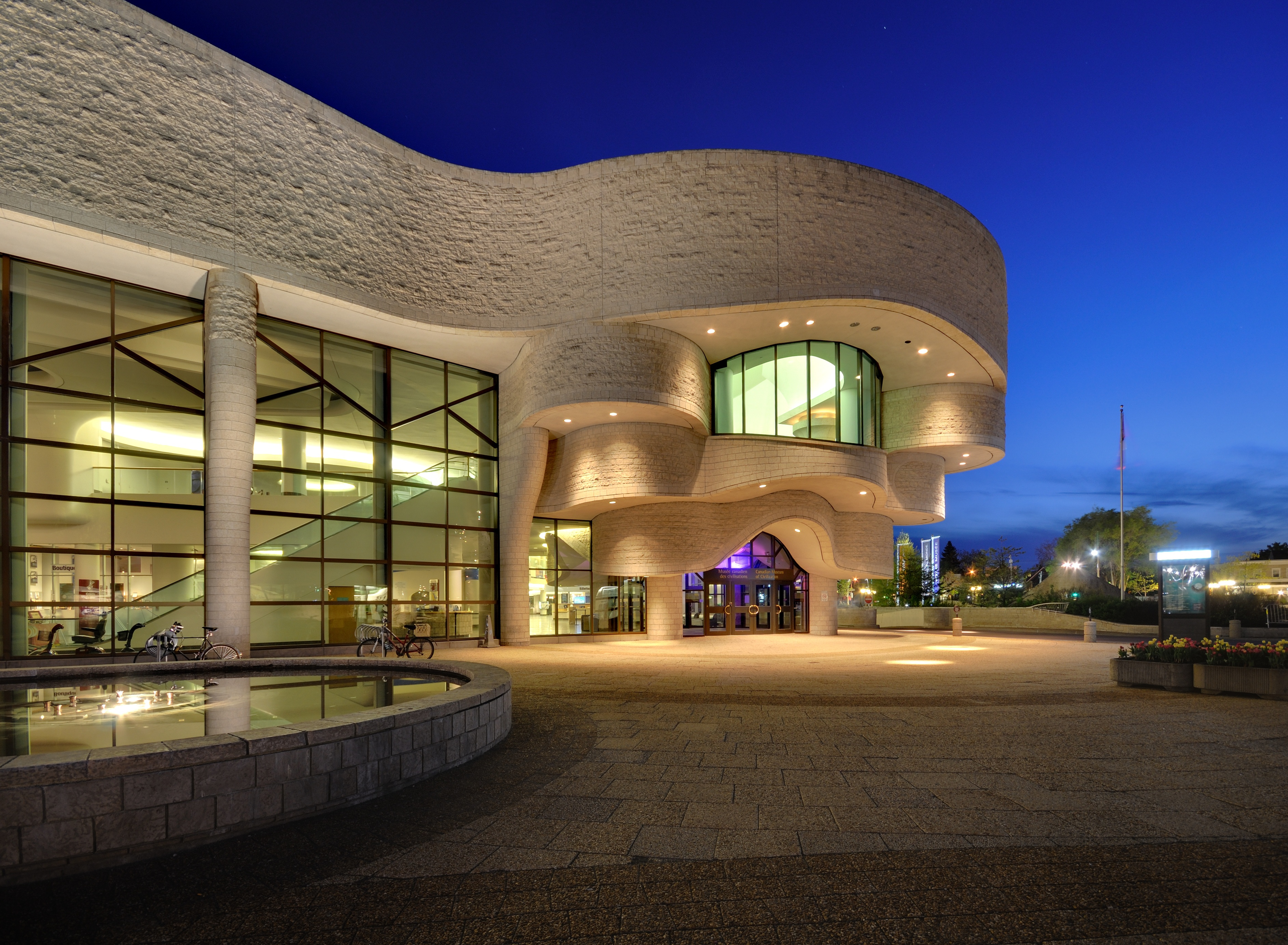
Entrée des visiteurs

Installée elle aussi au niveau 1 du Musée, cette deuxième exposition permanente raconte l’histoire et les réussites des populations autochtones du Canada, depuis leur installation en Amérique du Nord jusqu’à nos jours.
L’exposition relate la diversité des Premiers Peuples, leur rapport à la Terre et leur apport continu à la société.
Cette salle est le fruit d’une collaboration intense et tout à fait innovatrice entre les conservateurs du Musée et des représentants des Premiers Peuples, aux différentes étapes de la planification.
Dressant la chronique de 20 000 ans d’histoire, cette salle est divisée en trois grandes zones :
« Une présence autochtone » aborde les thèmes de la diversité culturelle des Autochtones, de leurs réussites et de leur établissement ancien en Amérique du Nord. On y entend des légendes traditionnelles relatives notamment à la création du monde relatées par des Autochtones comme le chef héréditaire micmac Stephen Augustine qui raconte le commencement du monde sur film au théâtre des légendes de la création.
« Un lien ancien avec la terre » porte sur la relation que les peuples autochtones entretiennent avec la nature.
« L’arrivée des étrangers – les 500 dernières années » relate l’histoire des Autochtones, depuis leurs premiers contacts avec les Européens jusqu’à nos jours. Cette zone examine les premiers contacts, l’histoire des Métis, les heurts entre christianisme et croyances indigènes, les relations intergouvernementales, l’introduction d’une économie de salaires de même que l’affirmation juridique et politique ainsi que les droits civiques dans la période de l’après-guerre. Cette zone contient aussi une vidéo de dix minutes sur le maintien de la culture autochtone et une introduction à l’art indigène.

### La salle de l'histoire canadienne
La salle de l'histoire canadienne est une nouvelle galerie permanente consacrée à l'histoire du Canada qui englobe à la fois les troisième et quatrième étages du musée, qui abritaient auparavant la salle du Canada et le pavillon des personnalités canadiennes. La salle était conçu pour être plus complet, inclusif et intéressant que ses précurseurs. Il a ouvert ses portes le 1er juillet 2017, à l'occasion du 150e anniversaire de la Confédération.

## Architecte
Le bâtiment du musée a été dessiné par Douglas Cardinal, architecte autochtone réputé formé à l’Université de la Colombie-Britannique, et à l’Université du Texas à Austin.

## Histoire

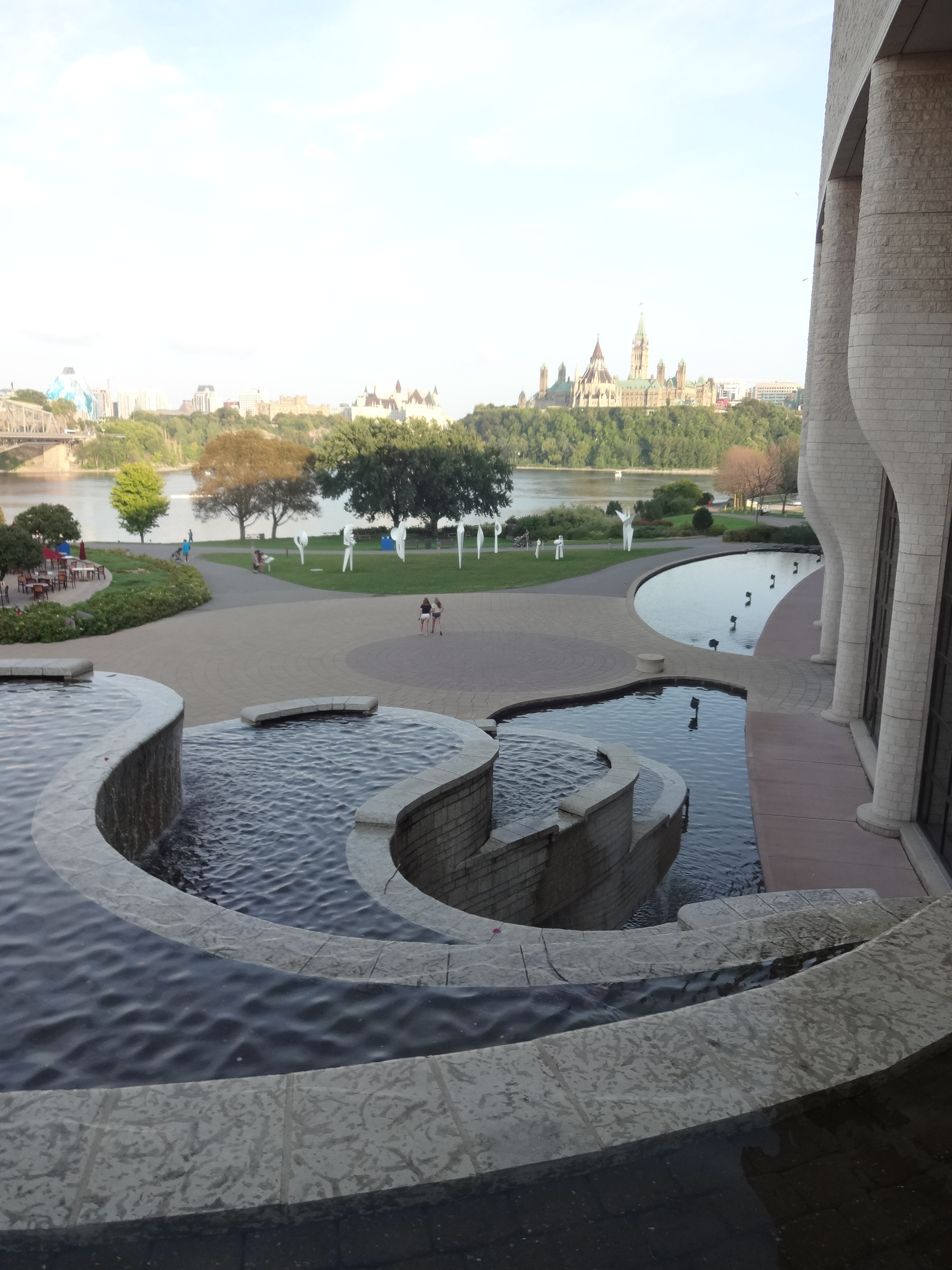
Zone externe.

Les salles ouvertes au public se trouvent dans le bâtiment au toit vert, tandis que celui de droite abrite les services de conservation.
Le Musée a été fondé en 1856, en tant que salle d’exposition de la Commission géologique du Canada qui collectionnait non seulement des minéraux, mais également des spécimens biologiques et des objets d’intérêt historique et ethnologique. Installé à l’origine à Montréal, le Musée a été transféré à Ottawa en 1881. En 1910, à la recommandation de Franz Boas, l’anthropologue et linguiste Edward Sapir a été nommé à titre de premier anthropologue de la toute nouvelle division d’anthropologie du Musée. Peu après, le Musée a recruté les anthropologues Diamond Jenness et Marius Barbeau.
En 1910, devenu le Musée national du Canada, il a été transféré dans un bâtiment flambant neuf, l’Édifice commémoratif Victoria, situé rue Metcalfe, au centre-ville d’Ottawa. À l’époque, la « Galerie nationale du Canada », devenue depuis le Musée des beaux-arts du Canada, occupait un demi-étage de l’édifice. En 1968, le Musée a été scindé en deux, le Musée canadien de la nature d’une part et le Musée de l’Homme de l’autre, tous deux demeurant très à l’étroit sous le même toit. En 1982, le gouvernement dirigé par Pierre Trudeau a annoncé que le Musée de l’Homme déménagerait dans un nouvel édifice qui lui serait consacré, dans ce qui était encore Hull, mais est aujourd’hui Gatineau.
Pour éviter les critiques voulant que le nom Musée de l'Homme puisse être interprété comme étant sexiste, un concours fut lancé en 1986. C'est ainsi que le Musée national de l'Homme est devenu le Musée canadien des civilisations. En 1989, le Musée a pris possession de ses nouveaux locaux. À ce moment, les coûts, estimés au départ à environ 80 millions de dollars, avaient atteint la somme astronomique de 340 millions de dollars approximativement. En dépit des critiques fusant de toutes parts (y compris du gouvernement conservateur de Brian Mulroney), à l’endroit de ce qui était perçu comme une transformation du Musée en attraction à la Disney, de son prix exorbitant, de son architecture révolutionnaire et de l’inachèvement des salles, le Musée est rapidement devenu un attrait touristique majeur où les différents partis politiques ont vu un symbole national de « la société multiculturelle et pluraliste ».
Le mardi 16 octobre 2012, le gouvernement conservateur de Stephen Harper change le nom du Musée canadien des civilisations pour celui de Musée canadien de l'histoire et modifie son mandat en mettant l'accent sur l'histoire du pays. En réaction, certains craignent « que l'histoire canadienne devienne manipulée ou devienne l'objet d'un discours politique. » Au total, le coût de ce changement de nom s'élèvera à plus de 500 000 $.
En conséquence de ce nouveau statut, l’industrie des sables bitumineux devient « partenaire officiel » de l’ensemble des expositions spéciales présentées par l’établissement en échange d'une subvention annuelle de 200 000 $ par an, entre 2013 et 2018.
Attirant actuellement plus de 1,3 million de visiteurs par année, il est le plus fréquenté des musées du Canada.

## Liens externes

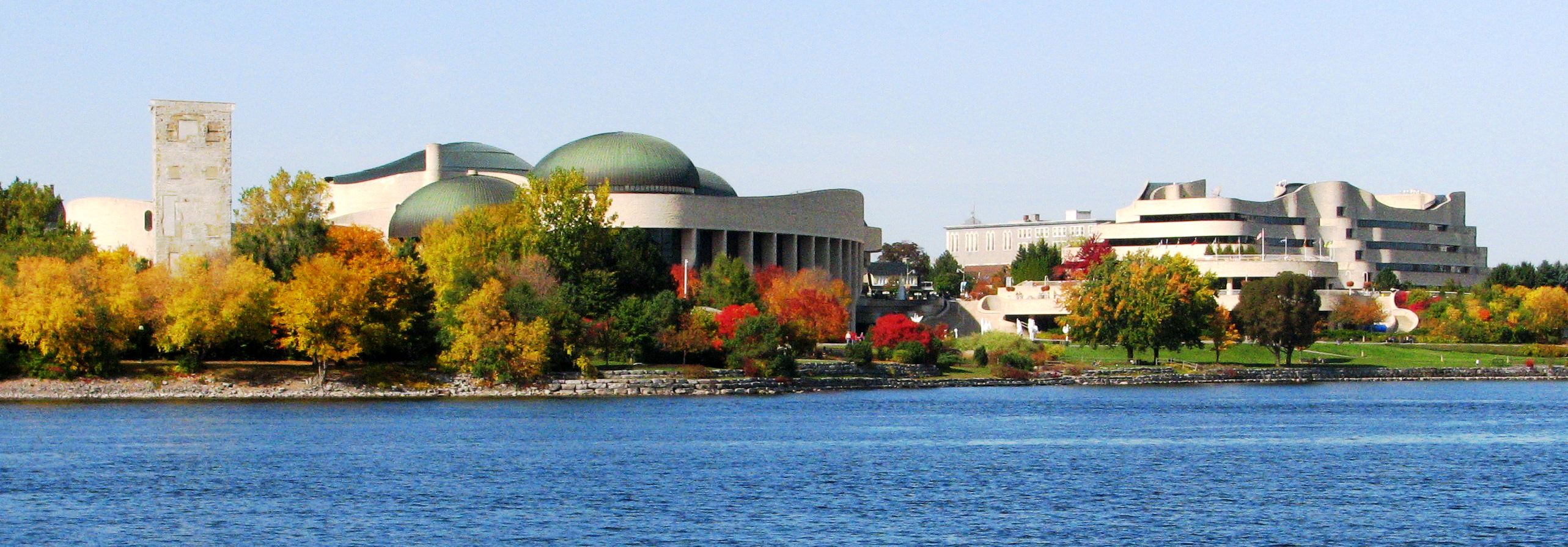
Musée canadien de l'histoire vu d'Ottawa.

## Président-directeur général
| Année     | Président-directeur général |
| --------- | --------------------------- |
| 1968-1983 | William E. Taylor           |
| 1983-1998 | George F. MacDonald         |
| 1999-2000 | Joe Geurts (intérim)        |
| 2000-2011 | Victor Rabinovitch          |
| 2011      | David Loye (intérim)        |
| 2011-2021 | Mark O'Neill                |
| 2021-     | Caroline Dromaguet          |